# 290
Évszázadok: 2. század – 3. század – 4. század
Évtizedek: 240-es évek – 250-es évek – 260-as évek – 270-es évek – 280-as évek – 290-es évek – 300-as évek – 310-es évek – 320-as évek – 330-as évek – 340-es évek
Évek: 285 – 286 – 287 – 288 –  289 – 290 – 291 – 292 – 293 – 294 – 295

## Események

### Római Birodalom
- Diocletianus és Maximianus császárokat választják consulnak.
- Diocletianus a keleti provinciákból visszatér Itáliába. Májusban eléri a syriai Emesát, júliusban Sirmiumot. Decemberben Mediolanumban találkozik Maximianusszal.

### Kína
- Vu császár, a birodalom újraegyesítője és a Csin-dinasztia alapítója 25 év uralkodás után meghal. Utóda legidősebb fia, a szellemileg elmaradott Sze-ma Csong, aki Huj néven lép trónra. Vu végakaratában apósát, Jang Csünt és nagybátyját, Sze-ma Liangot nevezi meg régensnek fia mellé, de Jang Csün kicseréli a végrendeletet, melyben már ő az egyedüli régens.

## Születések
- Alexandriai Papposz, görög matematikus
- Szent Vitus, keresztény vértanú
- Nintoku, japán császár

## Halálozások
- május 16. – Csin Vu-ti, kínai császár

## Fordítás
- Ez a szócikk részben vagy egészben  a(z)   290 című angol Wikipédia-szócikk ezen változatának fordításán alapul.  Az eredeti cikk szerkesztőit annak laptörténete sorolja fel. Ez a jelzés csupán a megfogalmazás eredetét és a szerzői jogokat jelzi, nem szolgál a cikkben szereplő információk forrásmegjelöléseként.